# Marxist Library
Die Marxist Library („Marxistische Bibliothek“) ist eine englischsprachige Buchreihe mit Werken des Marxismus-Leninismus. Sie erschien in New York. Die zeitlich nach der deutschsprachigen Marxistischen Bibliothek (Wien/Berlin) und bereits einige Jahre länger nach dem Tod Lenins (1870–1924) erschienene Reihe enthält programmatische Texte unter anderem von Karl Marx, Friedrich Engels und Josef Stalin. Es erschienen über 30 Bände der Reihe.
Die Reihe wurde von 1932 bis 1940 oder später von Alexander Trachtenberg bei International Publishers in New York herausgegeben.
Die erwähnte Vorgängerreihe Marxistische Bibliothek war bereits von 1926 bis 1932 in Wien und Berlin erschienen.
Die folgende Übersicht erhebt keinen Anspruch auf Aktualität oder Vollständigkeit:

## Bände (Auswahl)
- 9 The Civil War in France. Karl Marx
- 17 Letters to Dr. Kugelmann. Karl Marx
- 22 Origin of the Family, Private Property and the State in Light of the Researches of Lewis H. Morgan. Engels, Frederick
- 24 The Class Struggles in France. Karl Marx; Friedrich Engels (introduction)
- 33 The Peasant War in Germany. Friedrich Engels
- 38 Marxism and the National and Colonial Question: A Collection of Articles and Speeches. Joseph Stalin with A. Fineberg (ed.)